# الكورونيوم كلورايد
الكورونيوم كلورايد هو عامل مُحصر للوصل العضلي العصبي (NMB)، ويُعرف أيضًا كمرخّي للعضلات الهيكلية. وهي مادة شبه اصطناعية تُحَضَّر من مركب  C-toxiferine I ، وهو مركب رباعي شبه قلوي يُستخلص   من نبات ستريكنوس توكسيفيرا. 
اُخْتُبِر C-toxiferine I لفحص آلية عمله الدوائية، وقد أظهرت الدراسات أنه يعمل كعامل مانع  للوصل العصبي بفترة عمل طويلة جدًا.  للحصول على تعريف رسمي لفترات العمل المرتبطة بالعوامل المحصرة للوصل العضلي العصبي(NMB)، يمكن الرجوع إلى صفحة Gantacurium. 
تجدر الإشارة إلى أن الكورونيوم طُوِّر من خلال استبدال مجموعات N-methyl بمجموعات N-allyl ، مما أدى إلى إنتاج مركب يُعرف الآن باسم الكورونيوم، والذي كان يُسوّق سابقًا كعامل مسامي تحت اسم الوفيرين.
أدرج تضمين وظائف الأليليك (allylic) منطقة فعالة ومحسنة من التحول الأحيائي، وبالتالي لوحظ أن مادة الكورونيوم لها مدة عمل أقصر بكثير من عمل العامل المانع للعضلة العصبية C-toxiferine I. كما أن بداية عملها أسرع بكثير، وهي أقوى بـ 1.5 مرة كقوة البوتوكورارين. و يُعَاكَس الفعل الدوائي للالكورونيوم بسهولة بواسطة نيوستيجمين، وقد ينتج القليل من الهستامين. العيب الرئيسي للالكورونيوم هو أنه يتسبب في تأثير مهبلي ناتج عن حصار انتقائي يشبه الأتروبين في المستقبلات القلبية المسكارينية.

## التأثيرات
أثر الكورونيوم كلورايد على:
- نظام القلب والأوعية الدموية: يمكن أن يؤدي إفراز الهيستامين وانسداد العقد الودّية بما في ذلك النخاع الكظري وبالتالي يؤدي إلى انخفاض ضغط الدم.
- الجهاز التنفسي: انقطاع النفس بسبب انسداد الحجابي، ولكن يمكن أن تحدث تضيقات للقصبات الهوائية من إطلاق الهيستامين.
- الجهاز العصبي المركزي: لا يوجد تأثير على الضغط الداخلي.
- يمكن للحصار العقدي اللاإرادي أن يتسبب في انخفاض حركية الأمعاء.

## نقاط خاصة
- تمتد مدة العمل لفترات طويلة في حالات انخفاض البوتاسيوم والكالسيوم والبروتين، وأيضا في حالات ارتفاع المغنيسيوم والحماض (مرض).
- غير متوافق استخدامه مع المستحضرات الصيدلانية مثل ثيوبنتون.
- يمكن أن يسبب التدفق حالة ثابتة من توسع بؤبؤ العين.